# John Hubert Hall
John Hubert Hall (* 7. Februar 1899 in Portland, Oregon; † 14. November 1970 in Newport, Oregon) war ein US-amerikanischer Politiker und von 1947 bis 1949 der 24. Gouverneur des Bundesstaates Oregon.

## Frühe Jahre und politischer Aufstieg
John Hubert Hall war der Sohn des in Oregon bekannten Politikers und Juristen John Hicklin Hall. Er besuchte die öffentlichen Schulen in Portland und eine Militärakademie in Indiana. Während des Ersten Weltkrieges war er im medizinischen Dienst der US Navy. Nach dem Krieg setzte er seine Ausbildung am Oregon State College und anschließend mit einem Jurastudium am Northwestern College of Law fort. Im Jahr 1926 wurde er als Rechtsanwalt zugelassen. Daraufhin begann er in seinem neuen Beruf zu arbeiten.
Neben seiner Anwaltstätigkeit war Hall auch politisch aktiv. Als Mitglied der Republikanischen Partei saß er zwischen 1932 und 1946 mit einigen Unterbrechungen als Abgeordneter im Repräsentantenhaus von Oregon. Im Jahr 1947 war er sogar Speaker des Hauses. Am 28. Oktober 1947 ereignete sich ein für Oregons Geschichte folgenschwerer Flugzeugabsturz, bei dem Gouverneur Earl Snell, Staatssekretär Robert S. Farrell und Senatspräsident Marshall E. Cornett ums Leben kamen. Damit waren die drei höchsten Amtsträger des Staates tot. Nach der Verfassung von Oregon musste nun der dritte Vertreter des Gouverneurs, der Präsident des Staatsparlaments, dessen Aufgabe übernehmen. Das war zu diesem Zeitpunkt John Hall.

## Gouverneur von Oregon
In seiner relativ kurzen Amtszeit ist vor allem ein Konflikt um die Alkoholgesetzgebung erwähnenswert. Hall wollte die strengen Alkoholgesetze des Staates liberalisieren. Aus diesem Grund wollte er auch den staatlichen Kontrollausschuss zu diesem Thema neu organisieren. Ein Mitglied der Kommission hatte den Gouverneur öffentlich kritisiert, worauf Hall mit dessen Entlassung reagierte. Das heizte die Lage noch weiter auf. Seine Gegner warfen Hall unter anderem Begünstigung der Alkoholindustrie vor. Dieses Thema überlagerte alle anderen politischen Vorhaben des Gouverneurs. Im Jahr 1948 kam es verfassungsgemäß zu einer Sonderwahl, bei der es darum ging, wer die bis 1953 laufende Amtsperiode als Gouverneur beenden sollte. Hall bewarb sich um die Nominierung seiner Partei, unterlag aber wegen der Alkoholfrage. Seine Niederlage gegen Douglas McKay war aber sehr knapp. Damit musste er am 10. Januar 1949 sein Amt aufgeben.

## Weiterer Lebenslauf
Nach seiner Abwahl zog Hall in das Lincoln County. Dort wurde er als Rechtsanwalt tätig. Im Jahr 1965 wurde er für eine Amtszeit Bezirksrichter. Dann erkrankte er an Kehlkopfkrebs, woran er im November 1970 verstarb. John Hall war zweimal verheiratet und hatte insgesamt drei Kinder.